# Valdemar Ammundsen
Ove Valdemar Ammundsen, född 19 augusti 1875, död 1 december 1936, var en dansk teolog.

## Biografi
Ammundsen var professor i kyrkohistoria vid Köpenhamns universitet 1901–1923, därefter biskop i Haderslevs stift.
Han var en av danska kyrkans delegerade vid Ekumeniska mötet i Stockholm 1925, medlem i Ekumeniska fortsättningsnämnden, ordförande i Allmänkyrkliga världsförbundet 1935. Han kom mer att ägna sig åt praktisk kyrklig verksamhet än vetenskaplig produktion och gjorde en stor insats inom den ekumeniska rörelsen, där han efter Söderbloms död var den främste nordiske representanten.
Ammundsen hade en stark känsla för det nationella arvet som han förenade med en socialt inriktad kristendom. Hos honom stod det kristliga alltid över det nationella. Som biskop i det nybildade Haderslevs stift, dit de från Tyskland övertagna delarna av Nordslesvig förts, bekämpade han nationalsocialismen i sitt stift.

## Utmärkelser
- Köpenhamns universitets guldmedalj,  1896[2]
- Hedersdoktor vid universitetet i Oslo,  1917[3]
- Dannebrogsmännens hederstecken,  1923[2]
- Kommendör av Dannebrogorden,  1932[2]

[Redigera Wikidata]